# 米德縣 (南達科他州)
米德縣（英語：Meade County）是美国南达科他州西部的一個縣，面積9,020平方公里，是全州面積最大的縣。根据2020年美國人口普查，共有人口29,852人。縣治斯特吉斯（Sturgis）。該縣成立於1889年2月7日；縣名來自米德堡（紀念乔治·米德將軍）。
近年來，每年八月第一週聚集於此。將近有70萬人次（大多參與活動之重機皆為哈雷摩托車），是目前全美規模最大，歷史最為悠久之重機大會師。

## 歷史
- 1936年，一群機車愛好者成立的Jackpine　Gypsies　機車俱樂部，希望可以促進機車賽事和旅遊。

- 1937年，Jackpine Gypsies 機車俱樂部，加入了美國機車協會(AMA)開始舉辦賽車活動，0.5 mile的Dirty track賽事。

- 1938年，是歷史性關鍵的一年。Sturgis與Jackpine Gypsies 機車俱樂部，於八月，聯合舉辦了為期三天的大會師。

從此以後，每年無數的重機愛好者，來自每一洲及世界每一個角落，來這個Sturgis小城市朝聖。